# サージェント・ペパーズ・ロンリー・ハーツ・クラブ・バンド
『サージェント・ペパーズ・ロンリー・ハーツ・クラブ・バンド』（Sgt. Pepper's Lonely Hearts Club Band）は、イギリスにおいて1967年5月26日に発売されたビートルズの8作目のイギリス盤公式オリジナル・アルバム。当時の英国盤はモノラル盤とステレオ盤の2種類が発売された。1967年のグラミー賞でも最優秀アルバム賞ほか4部門を獲得した。また、本作よりアメリカではキャピトル・レコード独自の編集が行われなくなり、内容が統一されるようになった。
イギリスの『ミュージック・ウィーク』では、1967年6月から1968年2月の間で23週連続で第1位を獲得し、発売初週で25万枚の売上を記録した。Billboard 200では16週間連続で第1位を獲得し、1967年度年間ランキング第10位、1968年度年間ランキング第6位を記録した。『キャッシュボックス』では14週間連続第1位を獲得し、1967年度年間ランキング第5位、1968年度年間ランキング第35位を記録している。現在までにアメリカで1,100万枚以上のセールスを記録している。全世界では3,200万枚以上のセールスを記録している。『ローリング・ストーン』誌の「オールタイム・グレイテスト・アルバム500」（2020年版）に於いて24位にランクイン。

## 背景
1965年12月にビートルズとして最後のイギリスツアーが進行する中、メンバーは今後も公演活動を行なうか否かを議論した。当時メンバーは、叫び声を上げる一方で演奏を聴かない観衆の前で新曲を披露することに消極的になっていた。その一方で、録音作業においては「ひとりぼっちのあいつ」や「ペイパーバック・ライター」などで見られる複雑なコーラス・ワークや、1966年に発売されたオリジナル・アルバム『リボルバー』に見られるテープ・エフェクトなどの技術を多用し、技術的制限下にあった当時の公演では再現が困難な作品を制作し始めていた。
1966年6月30日から7月2日に公演のため滞在した東京では、ビートルズ初来日に伴う好意的な社会現象が見られた一方で日本武道館において初めてロックを演奏するビートルズに対する抗議運動が生じたため、メンバーを守るための厳重な警備体制が敷かれた。これに続いて訪れたマニラでは、大統領夫人イメルダ・マルコスが主催する歓迎式典をビートルズが無断欠席したことで大暴動が引き起こされた。また同年7月にはジョン・レノンによるキリスト発言がアメリカで大騒動に発展し、メンバーの安全を脅かした。これらの事件により意欲を失ったビートルズは、同年8月のサンフランシスコのキャンドルスティック・パーク公演を以て数年にわたる公演活動を終了した。
サンフランシスコから帰国後、各メンバーは約3か月の休暇を取り、ビートルズとしての活動を休止した。その間、レノンはスペインで映画『ジョン・レノンの 僕の戦争』の撮影に取り組み、ポール・マッカートニーはジョージ・マーティンと映画『ふたりだけの窓』のサウンドトラックの制作や映画関連のイベントに参加し、ジョージ・ハリスンはラヴィ・シャンカルのもとでシタールの練習に励み、リンゴ・スターは家族とともに過ごしていた。この期間中にレノンは「ストロベリー・フィールズ・フォーエバー」を書いた。この楽曲は、少年期のレノンが救世軍が経営する孤児院「ストロベリー・フィールド」の庭園で遊んでいた思い出を歌ったもので、「幼年時代」は本作の初期のテーマとなった。
1966年11月、旅行先のケニアから帰国の途についたマッカートニーは、飛行機の中で「架空のバンドの公演」という概念を思いつきマル・エヴァンズとの会話の中で、「サージェント・ペパー」という名前と人物像を思いついた。そしてそのアイデアに基づき、同月24日から本作の制作が開始された。録音に際して、当初は1台の4トラック・レコーダーでのピンポン録音（バウンス・ダウン）を行い、追加録音が必要な場合には、2台目のレコーダーを使って、録音されたトラックの音を移し変えて制作していった。作業途中で4トラック・レコーダーを2台同期させて録音する手法が考案され、事実上7トラックの録音が可能となった。この録音手法は『ザ・ビートルズ (ホワイト・アルバム)』の制作途中で8トラック・レコーダーが導入されるまで使用されることとなる。
1967年5月12日にレディオ・ロンドンで収録曲の一部が放送された。同月20日にBBCラジオの『ホエア・イッツ・アット』で本作の収録曲が紹介されたが、「ア・デイ・イン・ザ・ライフ」のみ「ドラッグに対する言及が含まれている」という判断から放送禁止処分を下された。また、BBCラジオでの放送の前日、ブライアン・エプスタインが自宅にジャーナリスト達を招いて、本作の試聴会を行ない、メンバーも出席して取材に応じた。発売日については一般的には1967年6月1日とされているが、実際はEMIの意向により1967年5月26日に早められている。又、50周年記念エディションの発売も2017年5月26日となっている。

## 構成
前述のとおり、本作に一貫する概念は「架空のバンドの公演」である。冒頭にバンドのテーマ曲「サージェント・ペパーズ・ロンリー・ハーツ・クラブ・バンド」が始まり、続けて「ウィズ・ア・リトル・ヘルプ・フロム・マイ・フレンズ」が演奏され、最後にテーマ曲がもう一度演奏された後、アンコールの「ア・デイ・イン・ザ・ライフ」で幕を閉じるという構成になっている。
ただし、上記の概念はアルバムの全曲にわたって徹底されているわけではない。レノンは「僕が『サージェント・ペパー』に提供した曲は、どれもサージェント・ペパーと彼のバンドというアイデアとは何も関係がない。でもそれが成立しているのは、僕らが成立しているからと言ったからだし、アルバムがそんな外見をしているからだ」と語っている。
本作はビートルズ中期の実験的な音楽の集大成として語られることが多く、リスナーから「サマー・オブ・ラブ」のサウンドトラックとして認識された。また、本作はビーチ・ボーイズの『ペット・サウンズ』に影響を受けているとされており、マーティンは「『ペット・サウンズ』なくして『サージェント・ペパーズ』はなかった」と後に語っている。
アルバムの最終曲「ア・デイ・イン・ザ・ライフ」の演奏終了後に、15キロヘルツの高周波の音が流れ、逆回転させた笑い声と「Never could see any other way, never could see any other way...」と言う声、それに対してレノンが「Been so high」と返答する声が繰り返される。この「超高音と意味不明のおしゃべり」は、演奏終了後針を戻さない限り永遠に最後の溝の部分（ランアウト・グルーヴ）に針が当って雑音を出し続けるアナログ盤プレーヤーのデメリットを逆手に取ったもので、レノンの「犬を困らせてやろう」という発案により加えられた。このパートは、1967年4月21日にEMIレコーディング・スタジオのスタジオ2でレコーディングされ、セッション・ノーツ内で「エディット・フォー・LP・エンド」（英語: Edit for LP End）と名付けられた。その2か月後、モノラルとステレオのマスター・テープに付け加えられ、LPの導入溝にカッティングされた。ランアウト・グルーヴへの音声挿入は78回転のSPレコード時代にはたびたび行われていたが、1967年までには既に形骸化していた技術であり、EMIのディスク・カッターにとってアルバム中で最も困難を極めた作業となった。なお、アメリカで発売された本作には「エディット・フォー・LP・エンド」は収録されず、1980年に発売された『レアリティーズ Vol.2』にて「サージェント・ペッパー・インナー・グルーヴ」（英語: Sgt. Pepper Inner Groove）と題されて収録された。

## アートワーク
ジャケットはイギリスのポップアーティストのピーター・ブレイクとその妻のジャン・ハワースが考案した。2人は1968年にグラミー賞（Best Album Cover部門）を受賞している。
以下の著名人とアイテムがビートルズの4人と共にジャケットに登場している。ジャケット写真への掲載の際には、EMIが本人および肖像権所有者と交渉して許可を得ている。
一番上の列（左→右の順）
- ユクテスワ・ギリ（ヒンドゥー教のグル）
- アレイスター・クロウリー（魔術師）
- メイ・ウエスト（女優）
- レニー・ブルース（コメディアン）
- カールハインツ・シュトックハウゼン（作曲家）
- W・C・フィールズ（英語版）（コメディアン）
- カール・グスタフ・ユング（精神科医）
- エドガー・アラン・ポー（作家）
- フレッド・アステア（俳優）
- リチャード・マーキン（英語版）（画家）
- アルベルト・バルガスの美人画「The Vargas Girl」
- ハンツ・ホール（英語版）（俳優）
- サイモン・ロディア（ワッツ・タワー（英語版）を建てた人物）
- ボブ・ディラン（歌手）

2列目
- オーブリー・ビアズリー（イラストレーター）
- ロバート・ピール（首相）
- オルダス・ハクスリー（作家）
- ディラン・トマス（詩人）
- テリー・サザーン（作家）
- ディオン・ディムチ（英語版）（歌手）
- トニー・カーティス（俳優）
- ウォレス・バーマン（英語版）（芸術家）
- トミー・ハンドリー（英語版）（コメディアン）
- マリリン・モンロー（女優）
- ウィリアム・S・バロウズ（作家）
- マハー・アヴァター・ババジ（グル）
- スタン・ローレル（コメディアン）
- リチャード・リンドナー（英語版）（芸術家）
- オリヴァー・ハーディ（コメディアン）
- カール・マルクス（哲学者）
- H・G・ウェルズ（作家）
- パラマハンサ・ヨガナンダ（グル）
- ジークムント・フロイト（精神科医、ボブ・ディランの下にわずかに見える）
- マネキン人形

3列目
- スチュアート・サトクリフ（元ビートルズ）
- マネキン人形
- マックス・ミラー（英語版）（コメディアン）
- ジョージ・ペティ（英語版）の美人画「The Petty Girl」
- マーロン・ブランド（俳優）
- トム・ミックス（俳優）
- オスカー・ワイルド（作家）
- タイロン・パワー（俳優）
- ラリー・ベル（芸術家）
- デイヴィッド・リヴィングストン（探検家・宣教師）
- ジョニー・ワイズミュラー（水泳オリンピック選手・ターザン俳優）
- スティーヴン・クレイン（作家、イッシー・ボンの手に隠れてほとんど見えない）
- イッシー・ボン（英語版）（コメディアン）
- ジョージ・バーナード・ショー（劇作家）
- H・C・ウェスターマン（英語版）（彫刻家）
- アルバート・スタビンズ（英語版）（サッカー選手）
- ラヒリ・マハサヤ（英語版）（グル）
- ルイス・キャロル（作家）
- トーマス・エドワード・ロレンス（アラビアのロレンス）

最前列
- ソニー・リストン（ボクサー）の蝋人形
- ジョージ・ペティ（英語版）の美人画「The Petty Girl」
- ジョージ・ハリスンの蝋人形
- ジョン・レノンの蝋人形
- シャーリー・テンプル（子役・女優、髪の毛だけ見える）
- リンゴ・スターの蝋人形
- ポール・マッカートニーの蝋人形
- アルベルト・アインシュタイン（物理学者、わずかに見える）
- フレンチ・ホルンを持ったジョン・レノン
- トランペットを持ったリンゴ・スター
- コーラングレを持ったポール・マッカートニー
- ピッコロを持ったジョージ・ハリスン
- ボビー・ブリーン（英語版）（歌手）
- マレーネ・ディートリヒ（女優・歌手）
- シャーリー・テンプル（子役・女優）
- アメリカの兵士
- ダイアナ・ドース（女優）

その他のアイテム
- ドラムヘッド（Joe Ephgraveによるデザイン[33]）
- 福助人形
- ソニー製9インチテレビ
- 胸と袖に"WELCOME THE ROLLING STONES GOOD GUYS"と書かれたセーターを着たシャーリー・テンプルの人形
- ユーフォニアム
- 水タバコ
- メキシコの工芸品生命の樹
- ジョン・レノンの家から持ってきた像
- ヒンドゥー教の女神ラクシュミーの人形
- ディズニー映画「白雪姫」の人形
- 女の子の人形
- ガーデン・ノーム
- トロフィー

など
エピソード
- 俳優のレオ・ゴーシーも撮影されていたが出演料を要求したので塗りつぶされた。
- レノンの要求によりマハトマ・ガンディーやアドルフ・ヒトラーやイエス・キリストも登場した。
- 訪日した際にレノンが購入した福助人形がジャケットの左下に置かれている。
- 訪日した際に福助人形と共に購入したソニー製9インチテレビがジャケット右下に置かれている。購入時にレノンに渡された領収書は静岡県伊東市にあるBEATLES博物図館の名誉館長（東京都在住の収集家）によって所有されている。また岡崎市出身の岡崎市美術博物館所属でビートルズファンの学芸員がこのテレビに関する記述を見つけている。

## 50周年記念アニバーサリー・エディション
2017年5月27日にアルバム発売50周年を記念し、1CD、2CD、2LP、6枚組スーパー・デラックス・エディションの計4形態のアニバーサリーエディションが全世界同時リリースされた。ビートルズのオリジナル・アルバムが特別仕様で再発売されるのは今回が初となる。
全4形態でのディスク1は、共通してジャイルズ・マーティンによるリミックス・ヴァージョンを収録している。リミックス・ヴァージョンはモノラル・ミックスをベースにステレオ化したものとなっており、ミキシングの差異などは原則モノラル・ヴァージョンに準じている。
2CDのディスク2には収録曲の未発表テイクと「ペニー・レイン」のインストゥルメンタル・ヴァージョン（テイク6）と最新ステレオ・ミックス、「ストロベリー・フィールズ・フォーエバー」の前半（テイク7）と後半（テイク26）を繋ぎ合わせる前のヴァージョンと『1+』収録のステレオ・ミックスが収録されている。
2LPは2CDと同内容である。
6枚組スーパー・デラックス・エディションはCD4枚とブルーレイ＆DVDで構成されている。ディスク2と3にはセッションでの未発表テイクを録音日順に並べて収録している。ディスク4にはアルバム全曲と「ペニー・レイン」「ストロベリー・フィールズ・フォーエバー」のモノラル・ミックス、「シーズ・リーヴィング・ホーム」「ア・デイ・イン・ザ・ライフ」「ルーシー・イン・ザ・スカイ・ウィズ・ダイアモンズ」の初期ミックスを収録。ブルーレイ＆DVDにはアルバム収録曲と「ペニー・レイン」「ストロベリー・フィールズ・フォーエバー」の5.1サラウンドのオーディオ・ミックスとハイレゾ音源、映像特典として「ペニー・レイン」「ストロベリー・フィールズ・フォーエバー」「ア・デイ・イン・ザ・ライフ」のプロモーションビデオ、1992年に放映されたドキュメンタリー・フィルム『ザ・メイキング・オブ・サージェント・ペパーズ』を収録している。
イギリスのアルバムチャートでは1位を獲得して、同一アルバムとしては50年の間隔を置いての2回目の首位獲得となった。

## 収録曲
- 邦題の表記は、日本公式サイトに準拠[41]。
- 「ウィズイン・ユー・ウィズアウト・ユー」のみ作詞作曲はジョージ・ハリスンで、その他の楽曲の作詞作曲はレノン＝マッカートニーによるもの。

### 1967年版
| #  | タイトル                                                                                             | 作詞 | 作曲・編曲 | リード・ボーカル       | 時間 |
| -- | --- | ---- | ---------- | ---------------------- | ---- |
| 1. | 「サージェント・ペパーズ・ロンリー・ハーツ・クラブ・バンド」(Sgt. Pepper's Lonely Hearts Club Band)  |      |            | ポール・マッカートニー | 2:02 |
| 2. | 「ウィズ・ア・リトル・ヘルプ・フロム・マイ・フレンズ」(With A Little Help From My Friends)           |      |            | リンゴ・スター         | 2:43 |
| 3. | 「ルーシー・イン・ザ・スカイ・ウィズ・ダイアモンズ」(Lucy In The Sky With Diamonds)                  |      |            | ジョン・レノン         | 3:28 |
| 4. | 「ゲッティング・ベター」(Getting Better)                                                             |      |            | ポール・マッカートニー | 2:48 |
| 5. | 「フィクシング・ア・ホール」(Fixing A Hole)                                                          |      |            | ポール・マッカートニー | 2:36 |
| 6. | 「シーズ・リーヴィング・ホーム」(She's Leaving Home)                                                 |      |            | ポール・マッカートニー | 3:35 |
| 7. | 「ビーイング・フォー・ザ・ベネフィット・オブ・ミスター・カイト」(Being For The Benefit Of Mr. Kite!) |      |            | ジョン・レノン         | 2:37 |

| #  | タイトル | 作詞 | 作曲・編曲 | リード・ボーカル                                         | 時間 |
| -- | --- | ---- | ---------- | -------------------------------------------------------- | ---- |
| 1. | 「ウィズイン・ユー・ウィズアウト・ユー」(Within You Without You)                                                           |      |            | ジョージ・ハリスン                                       | 5:04 |
| 2. | 「ホエン・アイム・シックスティ・フォー」(When I'm Sixty-Four)                                                              |      |            | ポール・マッカートニー                                   | 2:37 |
| 3. | 「ラヴリー・リタ」(Lovely Rita)                                                                                            |      |            | ポール・マッカートニー                                   | 2:42 |
| 4. | 「グッド・モーニング・グッド・モーニング」(Good Morning Good Morning)                                                      |      |            | ジョン・レノン                                           | 2:41 |
| 5. | 「サージェント・ペパーズ・ロンリー・ハーツ・クラブ・バンド (リプライズ)」(Sgt. Pepper's Lonely Hearts Club Band (Reprise)) |      |            | ポール・マッカートニー ジョン・レノン ジョージ・ハリスン | 1:19 |
| 6. | 「ア・デイ・イン・ザ・ライフ」(A Day In The Life)                                                                          |      |            | ジョン・レノン（主部） ポール・マッカートニー（中間部）  | 5:39 |

### 50周年記念アニバーサリー・エディション 収録曲
| #         | タイトル | 作詞  | 作曲・編曲 | 時間 |
| --------- | --- | ----- | ---------- | ---- |
| 1.        | 「サージェント・ペパーズ・ロンリー・ハーツ・クラブ・バンド (テイク9)」(Sgt. Pepper's Lonely Hearts Club Band (Take 9))                                                                                               |       |            | 2:37 |
| 2.        | 「ウィズ・ア・リトル・ヘルプ・フロム・マイ・フレンズ (テイク1 - フォールス・スタート・アンド・テイク2 - インストゥルメンタル)」(With A Little Help From My Friends (Take 1 - False Start and Take 2 - Instrumental)) |       |            | 3:15 |
| 3.        | 「ルーシー・イン・ザ・スカイ・ウィズ・ダイアモンズ (テイク1)」(Lucy In The Sky With Diamonds (Take 1)) |       |            | 3:40 |
| 4.        | 「ゲッティング・ベター (テイク1 - インストゥルメンタル・アンド・スピーチ・アット・ジ・エンド)」(Getting Better (Take 1 - Instrumental and Speech at the End))                                                        |       |            | 2:19 |
| 5.        | 「フィクシング・ア・ホール (スピーチ・アンド・テイク3)」(Fixing A Hole (Speech and Take 3)) |       |            | 3:28 |
| 6.        | 「シーズ・リーヴィング・ホーム (テイク1 - インストゥルメンタル)」(She's Leaving Home (Take 1 - Instrumental)) |       |            | 3:49 |
| 7.        | 「ビーイング・フォー・ザ・ベネフィット・オブ・ミスター・カイト (テイク4)」(Being For The Benefit Of Mr. Kite! (Take 4))                                                                                              |       |            | 3:08 |
| 8.        | 「ウィズイン・ユー・ウィズアウト・ユー (テイク1 - インディアン・インストゥルメンツ)」(Within You Without You (Take 1 - Indian Instruments))                                                                          |       |            | 5:33 |
| 9.        | 「ホエン・アイム・シックスティ・フォー (テイク2)」(When I'm Sixty-Four (Take 2)) |       |            | 3:00 |
| 10.       | 「ラヴリー・リタ (スピーチ・アンド・テイク9)」(Lovely Rita (Speech and Take 9)) |       |            | 3:05 |
| 11.       | 「グッド・モーニング・グッド・モーニング (テイク8)」(Good Morning Good Morning (Take 8)) |       |            | 2:47 |
| 12.       | 「サージェント・ペパーズ・ロンリー・ハーツ・クラブ・バンド (リプライズ) (テイク8)」(Sgt. Pepper's Lonely Hearts Club Band (Reprise) (Take 8))                                                                        |       |            | 2:00 |
| 13.       | 「ア・デイ・イン・ザ・ライフ (テイク1・ウィズ・ハムド・ラスト・コード)」(A Day In The Life (Take 1 With Hummed Last Chord))                                                                                          |       |            | 4:52 |
| 14.       | 「ストロベリー・フィールズ・フォーエバー (テイク7)」(Strawberry Fields Forever (Take 7)) |       |            | 3:17 |
| 15.       | 「ストロベリー・フィールズ・フォーエバー (テイク26)」(Strawberry Fields Forever (Take 26)) |       |            | 3:19 |
| 16.       | 「ストロベリー・フィールズ・フォーエバー (ステレオ・ミックス 2015)」(Strawberry Fields Forever (Stereo Mix 2015)) |       |            | 4:10 |
| 17.       | 「ペニー・レイン (テイク6 - インストゥルメンタル)」(Penny Lane (Take 6 - Instrumetal)) |       |            | 2:56 |
| 18.       | 「ペニー・レイン (ステレオ・ミックス2017)」(Penny Lane (Stereo Mix 2017)) |       |            | 3:00 |
| 合計時間: | 合計時間: | 60:15 |            |      |

| #         | タイトル | 作詞  | 作曲・編曲 | 時間 |
| --------- | --- | ----- | ---------- | ---- |
| 1.        | 「サージェント・ペパーズ・ロンリー・ハーツ・クラブ・バンド」(Sgt. Pepper's Lonely Hearts Club Band)                        |       |            | 2:03 |
| 2.        | 「ウィズ・ア・リトル・ヘルプ・フロム・マイ・フレンズ」(With A Little Help From My Friends)                                 |       |            | 2:45 |
| 3.        | 「ルーシー・イン・ザ・スカイ・ウィズ・ダイアモンズ」(Lucy In The Sky With Diamonds)                                        |       |            | 3:28 |
| 4.        | 「ゲッティング・ベター」(Getting Better)                                                                                   |       |            | 2:47 |
| 5.        | 「フィクシング・ア・ホール」(Fixing A Hole)                                                                                |       |            | 2:38 |
| 6.        | 「シーズ・リーヴィング・ホーム」(She's Leaving Home)                                                                       |       |            | 3:26 |
| 7.        | 「ビーイング・フォー・ザ・ベネフィット・オブ・ミスター・カイト」(Being For The Benefit Of Mr. Kite!)                       |       |            | 2:39 |
| 8.        | 「ウィズイン・ユー・ウィズアウト・ユー」(Within You Without You)                                                           |       |            | 5:08 |
| 9.        | 「ホエン・アイム・シックスティ・フォー」(When I'm Sixty-Four)                                                              |       |            | 2:40 |
| 10.       | 「ラヴリー・リタ」(Lovely Rita)                                                                                            |       |            | 2:46 |
| 11.       | 「グッド・モーニング・グッド・モーニング」(Good Morning Good Morning)                                                      |       |            | 2:34 |
| 12.       | 「サージェント・ペパーズ・ロンリー・ハーツ・クラブ・バンド (リプライズ)」(Sgt. Pepper's Lonely Hearts Club Band (Reprise)) |       |            | 1:21 |
| 13.       | 「ア・デイ・イン・ザ・ライフ」(A Day In The Life)                                                                          |       |            | 5:33 |
| 合計時間: | 合計時間: | 39:48 |            |      |

| #         | タイトル | 作詞  | 作曲・編曲 | 時間 |
| --------- | --- | ----- | ---------- | ---- |
| 1.        | 「ストロベリー・フィールズ・フォーエバー (テイク1)」(Strawberry Fields Forever (Take 1))                                                                     |       |            | 2:40 |
| 2.        | 「ストロベリー・フィールズ・フォーエバー (テイク4)」(Strawberry Fields Forever (Take 4))                                                                     |       |            | 3:00 |
| 3.        | 「ストロベリー・フィールズ・フォーエバー (テイク7)」(Strawberry Fields Forever (Take 7))                                                                     |       |            | 3:17 |
| 4.        | 「ストロベリー・フィールズ・フォーエバー (テイク26)」(Strawberry Fields Forever (Take 26))                                                                   |       |            | 3:19 |
| 5.        | 「ストロベリー・フィールズ・フォーエバー (ステレオ・ミックス 2015)」(Strawberry Fields Forever (Stereo Mix 2015))                                            |       |            | 4:10 |
| 6.        | 「ホエン・アイム・シックスティ・フォー (テイク2)」(When I'm Sixty-Four (Take 2))                                                                             |       |            | 3:00 |
| 7.        | 「ペニー・レイン (テイク6 - インストゥルメンタル)」(Penny Lane (Take 6 - Instrumetal))                                                                       |       |            | 2:56 |
| 8.        | 「ペニー・レイン (ヴォーカル・オーヴァーダブズ・アンド・スピーチ)」(Penny Lane (Vocal Overdubs and Speech))                                                  |       |            | 1:47 |
| 9.        | 「ペニー・レイン (ステレオ・ミックス 2017)」(Penny Lane (Stereo Mix 2017))                                                                                   |       |            | 3:00 |
| 10.       | 「ア・デイ・イン・ザ・ライフ (テイク1)」(A Day In The Life (Take 1))                                                                                         |       |            | 4:41 |
| 11.       | 「ア・デイ・イン・ザ・ライフ (テイク2)」(A Day In The Life (Take 2))                                                                                         |       |            | 4:49 |
| 12.       | 「ア・デイ・イン・ザ・ライフ (オーケストラ・オーヴァーダブ)」(A Day In The Life (Orchestra Overdub))                                                         |       |            | 0:56 |
| 13.       | 「ア・デイ・イン・ザ・ライフ (ハムド・ラスト・コード、テイク8、9、10 & 11)」(A Day In The Life (Hummed Last Chord/Takes 8,9,10 and 11))                      |       |            | 1:55 |
| 14.       | 「ア・デイ・イン・ザ・ライフ (ラスト・コード)」(A Day In The Life (The Last Chord))                                                                          |       |            | 2:53 |
| 15.       | 「サージェント・ペパーズ・ロンリー・ハーツ・クラブ・バンド (テイク1 - インストゥルメンタル)」(Sgt. Pepper's Lonely Hearts Club Band (Take 1 - Instrumental)) |       |            | 2:34 |
| 16.       | 「サージェント・ペパーズ・ロンリー・ハーツ・クラブ・バンド (テイク9・アンド・スピーチ)」(Sgt. Pepper's Lonely Hearts Club Band (Take 9 and Speech))          |       |            | 2:37 |
| 17.       | 「グッド・モーニング・グッド・モーニング (テイク1 - インストゥルメンタル、ブレイクダウン)」(Good Morning Good Morning (Take 1 - Instrumental, breakdown))    |       |            | 1:04 |
| 18.       | 「グッド・モーニング・グッド・モーニング (テイク8)」(Good Morning Good Morning (Take 8))                                                                     |       |            | 2:47 |
| 合計時間: | 合計時間: | 51:25 |            |      |

| #         | タイトル | 作詞  | 作曲・編曲 | 時間 |
| --------- | --- | ----- | ---------- | ---- |
| 1.        | 「フィクシング・ア・ホール (テイク1)」(Fixing A Hole (Take 1)) |       |            | 3:00 |
| 2.        | 「フィクシング・ア・ホール (スピーチ・アンド・テイク3)」(Fixing A Hole (Speech and Take 3)) |       |            | 3:28 |
| 3.        | 「ビーイング・フォー・ザ・ベネフィット・オブ・ミスター・カイト (スピーチ・フロム・ビフォア・テイク1、テイク4・アンド・スピーチ)」(Being For The Benefit Of Mr. Kite! (speech from before Take 1; Take 4 and speech at the end)) |       |            | 3:08 |
| 4.        | 「ビーイング・フォー・ザ・ベネフィット・オブ・ミスター・カイト (テイク7)」(Being for the Benefit of Mr. Kite! (Take 7)) |       |            | 2:35 |
| 5.        | 「ラヴリー・リタ (スピーチ・アンド・テイク9)」(Lovely Rita (Speech and Take 9)) |       |            | 3:05 |
| 6.        | 「ルーシー・イン・ザ・スカイ・ウィズ・ダイアモンズ (テイク1・アンド・スピーチ・アット・ジ・エンド)」(Lucy In The Sky With Diamonds (Take 1 and Speech at the End))                                                              |       |            | 3:40 |
| 7.        | 「ルーシー・イン・ザ・スカイ・ウィズ・ダイアモンズ (スピーチ、フォールス・スタート・アンド・テイク5)」(Lucy In The Sky With Diamonds (Speech, False Start and Take 5))                                                          |       |            | 4:08 |
| 8.        | 「ゲッティング・ベター (テイク1 - インストゥルメンタル・アンド・スピーチ・アット・ジ・エンド)」(Getting Better (Take 1 - Instrumental and Speech at the End))                                                                   |       |            | 2:19 |
| 9.        | 「ゲッティング・ベター (テイク12)」(Getting Better (Take 12)) |       |            | 2:45 |
| 10.       | 「ウィズイン・ユー・ウィズアウト・ユー (テイク1 - インディアン・インストゥルメンツ・オンリー)」(Within You Without You (Take 1 - Indian Instruments Only))                                                                      |       |            | 5:33 |
| 11.       | 「ウィズイン・ユー・ウィズアウト・ユー (ジョージ・コーチング・ザ・ミュージシャンズ)」(Within You Without You (George Coaching the Musicians))                                                                                   |       |            | 3:56 |
| 12.       | 「シーズ・リーヴィング・ホーム (テイク1 - インストゥルメンタル)」(She's Leaving Home (Take 1 - Instrumental)) |       |            | 3:49 |
| 13.       | 「シーズ・リーヴィング・ホーム (テイク6 - インストゥルメンタル)」(She's Leaving Home (Take 6 - Instrumental)) |       |            | 3:48 |
| 14.       | 「ウィズ・ア・リトル・ヘルプ・フロム・マイ・フレンズ (テイク1 - フォールス・スタート・アンド・テイク2 - インストゥルメンタル)」(With A Little Help from My Friends (Take 1 - False Start and Take 2 - Instrumental))            |       |            | 3:15 |
| 15.       | 「サージェント・ペパーズ・ロンリー・ハーツ・クラブ・バンド (リプライズ) (スピーチ・アンド・テイク8)」(Sgt. Pepper's Lonely Hearts Club Band (Reprise) (Speech and Take 8))                                                      |       |            | 2:00 |
| 合計時間: | 合計時間: | 50:29 |            |      |

| #         | タイトル | 作詞  | 作曲・編曲 | 時間 |
| --------- | --- | ----- | ---------- | ---- |
| 1.        | 「サージェント・ペパーズ・ロンリー・ハーツ・クラブ・バンド」(Sgt. Pepper's Lonely Hearts Club Band)                                                                   |       |            | 2:02 |
| 2.        | 「ウィズ・ア・リトル・ヘルプ・フロム・マイ・フレンズ」(With A Little Help From My Friends)                                                                            |       |            | 2:45 |
| 3.        | 「ルーシー・イン・ザ・スカイ・ウィズ・ダイアモンズ」(Lucy In The Sky With Diamonds)                                                                                   |       |            | 3:28 |
| 4.        | 「ゲッティング・ベター」(Getting Better) |       |            | 2:48 |
| 5.        | 「フィクシング・ア・ホール」(Fixing A Hole) |       |            | 2:38 |
| 6.        | 「シーズ・リーヴィング・ホーム」(She's Leaving Home) |       |            | 3:25 |
| 7.        | 「ビーイング・フォー・ザ・ベネフィット・オブ・ミスター・カイト」(Being For The Benefit Of Mr. Kite!)                                                                  |       |            | 2:41 |
| 8.        | 「ウィズイン・ユー・ウィズアウト・ユー」(Within You Without You) |       |            | 5:07 |
| 9.        | 「ホエン・アイム・シックスティ・フォー」(When I'm Sixty-Four) |       |            | 2:40 |
| 10.       | 「ラヴリー・リタ」(Lovely Rita) |       |            | 2:46 |
| 11.       | 「グッド・モーニング・グッド・モーニング」(Good Morning Good Morning)                                                                                                 |       |            | 2:34 |
| 12.       | 「サージェント・ペパーズ・ロンリー・ハーツ・クラブ・バンド (リプライズ)」(Sgt. Pepper's Lonely Hearts Club Band (Reprise))                                            |       |            | 1:19 |
| 13.       | 「ア・デイ・イン・ザ・ライフ」(A Day In The Life) |       |            | 5:39 |
| 14.       | 「ストロベリー・フィールズ・フォーエバー (オリジナル・モノ・ミックス)」(Strawberry Fields Forever (Original Mono Mix))                                                |       |            | 4:08 |
| 15.       | 「ペニー・レイン (オリジナル・モノ・ミックス)」(Penny Lane (Original Mono Mix))                                                                                       |       |            | 3:02 |
| 16.       | 「ア・デイ・イン・ザ・ライフ (未発表・ファースト・モノ・ミックス)」(A Day In The Life (Unreleased First Mono Mix))                                                    |       |            | 4:43 |
| 17.       | 「ルーシー・イン・ザ・スカイ・ウィズ・ダイアモンズ (未発表オリジナル・モノ・ミックス - No.11)」(Lucy In The Sky With Diamonds (Unreleased Original Mono Mix - No.11)) |       |            | 3:49 |
| 18.       | 「シーズ・リーヴィング・ホーム (未発表ファースト・モノ・ミックス)」(She's Leaving Home (Unreleased First Mono Mix))                                                   |       |            | 3:42 |
| 19.       | 「ペニー・レイン (キャピトル・レコーズ・モノ・USプロモ・ミックス)」(Penny Lane (Capitol Records Mono US Promo Mix))                                                   |       |            | 3:01 |
| 合計時間: | 合計時間: | 62:17 |            |      |

## チャート成績

### 週間チャート
| チャート (1967年)                   | 最高位 |
| ----------------------------------- | ------ |
| オーストラリア (Kent Music Report)  | 1      |
| カナダ (RPM Top LPs)                | 1      |
| ノルウェー (VG-lista)               | 1      |
| スウェーデン (Kvallstoppen Chart)   | 1      |
| UK Record Retailer LPs Chart        | 1      |
| US Billboard Top LPs                | 1      |
| 西ドイツ (Musikmarkt LP Hit-Parade) | 1      |

| チャート (1987年)              | 最高位 |
| ------------------------------ | ------ |
| オランダ ( Mega Albums Chart)  | 2      |
| 日本 (オリコン)                | 3      |
| UK アルバムズ (OCC)            | 3      |
| US Billboard Top Compact Disks | 1      |

| チャート (2009年)                    | 最高位 |
| ------------------------------------ | ------ |
| オーストラリア (ARIA Albums)         | 16     |
| ベルギー (Ultratop Wallonia)         | 22     |
| ベルギー (Ultratop Flanders)         | 21     |
| ブラジル (PMB)                       | 20     |
| デンマーク (Tracklisten)             | 20     |
| フィリピン (Finnish Albums Chart)    | 9      |
| イタリア (FIMI)                      | 9      |
| 日本 (オリコン)                      | 20     |
| ニュージーランド (Recorded Music NZ) | 12     |
| ノルウェー (VG-lista)                | 31     |
| ポルトガル (AFP)                     | 4      |
| スペイン (PROMUSICAE)                | 22     |
| スウェーデン (Sverigetopplistan)     | 8      |
| UK アルバムズ (OCC)                  | 5      |

| チャート (2017年)                      | 最高位 |
| -------------------------------------- | ------ |
| オーストラリア (ARIA)                  | 5      |
| オーストリア (Ö3 Austria)              | 3      |
| ベルギー (Ultratop Flanders)           | 2      |
| ベルギー (Ultratop Wallonia)           | 1      |
| カナダ (Billboard)                     | 7      |
| チェコ (ČNS IFPI)                      | 6      |
| デンマーク (Tracklisten)               | 3      |
| オランダ (MegaCharts)                  | 2      |
| フィンランド (Suomen virallinen lista) | 23     |
| ドイツ (Offizielle Top 100)            | 5      |
| アイルランド (IRMA)                    | 2      |
| イタリア (FIMI)                        | 6      |
| 日本 (オリコン)                        | 5      |
| 日本 (Japan Hot Albums)                | 8      |
| 日本 (Top Albums Sales)                | 7      |
| メキシコ (AMPROFON)                    | 18     |
| ニュージーランド (RMNZ)                | 4      |
| ノルウェー (VG-lista)                  | 9      |
| ポーランド (ZPAV)                      | 28     |
| ポルトガル (AFP)                       | 3      |
| スコットランド (OCC)                   | 1      |
| スペイン (PROMUSICAE)                  | 3      |
| スウェーデン (Sverigetopplistan)       | 2      |
| スイス (Schweizer Hitparade)           | 2      |
| UK アルバムズ (OCC)                    | 1      |
| US Billboard 200                       | 3      |

### 年間チャート
| チャート (1967年)                   | 順位 |
| ----------------------------------- | ---- |
| オーストラリア(Kent Music Report)   | 1    |
| UK Albums (Official Charts Company) | 1    |
| US Billboard Year-End               | 10   |

| チャート (1968年)                  | 順位 |
| ---------------------------------- | ---- |
| オーストラリア (Kent Music Report) | 3    |
| US Billboard Year-End              | 6    |

### 年代末チャート
| チャート (1960年代)                 | 順位 |
| ----------------------------------- | ---- |
| UK Albums (Official Charts Company) | 1    |

## 認定
| 国/地域                                             | 認定         | 認定/売上数 |
| --------------------------------------------------- | ------------ | ----------- |
| アルゼンチン (CAPIF)                                | 2× Platinum  | 120,000^    |
| アルゼンチン (CAPIF) 1987年再発盤                   | 3× Platinum  | 180,000^    |
| オーストラリア (ARIA)                               | 4× Platinum  | 280,000^    |
| ブラジル (ABPD)                                     | Gold         | 100,000*    |
| カナダ (Music Canada)                               | 8× Platinum  | 800,000^    |
| フランス (SNEP)                                     | Gold         | 717,400     |
| ドイツ (BVMI)                                       | Platinum     | 500,000^    |
| イタリア (FIMI)                                     | Platinum     | 50,000      |
| 日本                                                |              | 208,000     |
| ニュージーランド (RMNZ)                             | 6× Platinum  | 90,000^     |
| イギリス (BPI)                                      | 18× Platinum | 5,340,000   |
| アメリカ合衆国 (RIAA)                               | 11× Platinum | 11,000,000^ |
| * 認定のみに基づく売上数 ^ 認定のみに基づく出荷枚数 |              |             |

## 関連文献
- 『バンドスコア ビートルズ / サージェント・ペパーズ・ロンリー・ハーツ・クラブ・バンド』（シンコーミュージック、2002年10月17日）ISBN 978-4401361502
- 『ライブ・アット・ネブワース』（日本語放送版）
- 『総特集　ビーチ・ボーイズ』　（河出書房新社、2002年7月15日）ISBN 4-309-97635-2